# Acteocina kesenensis
Acteocina kesenensis is een slakkensoort uit de familie van de Tornatinidae. De wetenschappelijke naam van de soort is voor het eerst geldig gepubliceerd in 1935 door Nomura & Hatai.